# Lamar Hunt U.S. Open Cup 2022
La Lamar Hunt U.S. Open Cup 2022 è stata la 107ª edizione della coppa nazionale statunitense. Dopo aver prima sospeso e poi cancellato le edizioni 2020 e 2021 della competizione, la Federazione calcistica degli Stati Uniti d'America annunciò che la competizione sarebbe tornata a svolgersi tra marzo e settembre 2022.
Il 21 dicembre 2021 venne svelato il nuovo format del torneo, con due novità importanti: la prima riguardò i club di secondo e terzo livello i quali sarebbero entrati direttamente dal secondo turno, mentre la seconda novità riguardò i club della Major League Soccer; diciassette di essi sarebbero entrati direttamente dal terzo turno mentre le restanti otto squadre (quelle impegnate nella CONCACAF Champions League e le prime due classificate per ogni conference della passata stagione) sarebbero partite direttamente dai trentaduesimi di finale.
L'Orlando City ha conquistato il trofeo per la prima volta, battendo in finale il Sacramento Republic.

## Quarto turno
| Squadra 1           | Risultato        | Squadra 2            |
| ------------------- | ---------------- | -------------------- |
| Orlando City        | 2 – 1            | Philadelphia Union   |
| D.C. United         | 0 – 3            | N.Y. Red Bulls       |
| Detroit City        | 1 – 1 (2-4 dtr)  | Louisville City      |
| Inter Miami         | 3 – 1            | S.G. Tormenta        |
| Sporting K.C.       | 4 – 2 (dts)      | FC Dallas            |
| Los Angeles FC      | 2 – 0            | Portland Timbers     |
| Richmond Kickers    | 1 – 5            | Charlotte FC         |
| New York City       | 3 – 1            | Rochester N.Y.       |
| N.E. Revolution     | 5 – 1            | FC Cincinnati        |
| Nashville           | 3 – 2 (dts)      | Atlanta United       |
| Union Omaha         | 2 – 0            | Northern Colorado H. |
| Houston Dynamo      | 2 – 0            | San Antonio FC       |
| Seattle Sounders    | 2 – 2 (9-10 dtr) | S.J. Earthquakes     |
| Sacramento Republic | 2 – 0            | Phoenix Rising       |
| Cal Utd Strikers    | 2 – 3            | LA Galaxy            |
| Minnesota Utd       | 2 – 1            | Colorado Rapids      |

## Ottavi di finale
| Squadra 1           | Risultato       | Squadra 2        |
| ------------------- | --------------- | ---------------- |
| Orlando City        | 1 – 1 (4-2 dtr) | Inter Miami      |
| Louisville City     | 1 – 2           | Nashville        |
| New York City       | 1 – 0 (dts)     | N.E. Revolution  |
| N.Y. Red Bulls      | 3 – 1           | Charlotte FC     |
| Minnesota Utd       | 1 – 2           | Union Omaha      |
| Sporting K.C.       | 2 – 1           | Houston Dynamo   |
| LA Galaxy           | 3 – 1           | Los Angeles FC   |
| Sacramento Republic | 2 – 0           | S.J. Earthquakes |

## Quarti di finale
| Squadra 1      | Risultato       | Squadra 2           |
| -------------- | --------------- | ------------------- |
| LA Galaxy      | 1 – 2           | Sacramento Republic |
| N.Y. Red Bulls | 3 - 0           | New York City       |
| Sporting K.C.  | 6 – 0           | Union Omaha         |
| Orlando City   | 1 – 1 (6-5 dtr) | Nashville           |

## Semifinali
| Squadra 1           | Risultato       | Squadra 2      |
| ------------------- | --------------- | -------------- |
| Orlando City        | 5 – 1           | N.Y. Red Bulls |
| Sacramento Republic | 1 – 1 (5-4 dtr) | Sporting K.C.  |

## Finale
| Arbitro: | R. Touchan |

|                                     |           |  |
| Torres 75’, 80’ (rig.) Michel 90+6’ | Marcatori |  |